# دينيس فافرو
دينيس فافرو (10 أبريل 1996 بجيلينا في سلوفاكيا - ) هو لاعب كرة قدم سلوفاكي في مركز الدفاع. شارك مع منتخب سلوفاكيا تحت 17 سنة لكرة القدم. أما مع النوادي، فقد لعب مع نادي جيلينا.

## روابط خارجية
- دينيس فافرو على موقع الاتحاد الأوربي (الإنجليزية)
- دينيس فافرو على موقع قاعدة بيانات كرة القدم.إي يو (الإنجليزية)
- دينيس فافرو على موقع ناشيونال فوتبول تيمز (الإنجليزية)
- دينيس فافرو على موقع Soccerway.com (الإنجليزية)
- دينيس فافرو على موقع عالم كرة القدم.نت (الإنجليزية)
- دينيس فافرو على موقع AS.com (الإسبانية)